# Vigneulles-lès-Hattonchâtel
Vigneulles-lès-Hattonchâtel település Franciaországban, Meuse megyében. Lakosainak száma 1581 fő (2022. január 1.). Vigneulles-lès-Hattonchâtel Woël, Dampvitoux, Avillers-Sainte-Croix, Beney-en-Woëvre, Chaillon, Heudicourt-sous-les-Côtes, Lachaussée, Lamorville, Nonsard-Lamarche és Saint-Maurice-sous-les-Côtes községekkel határos.

## Népesség
A település népessége az elmúlt években az alábbi módon változott:
| Lakosok száma | 473  | 1245 | 1355 | 1514 | 1566 | 1572 | 1572 | 1555 | 1566 | 1581 |
|               | 1968 | 1982 | 1990 | 2006 | 2013 | 2015 | 2017 | 2019 | 2020 | 2022 |